# Waldron
Waldron es una villa ubicada en el condado de Hillsdale en el estado estadounidense de Míchigan. En el Censo de 2010 tenía una población de 538 habitantes y una densidad poblacional de 207,72 personas por km².

## Geografía
Waldron se encuentra ubicada en las coordenadas 41°43′27″N 84°25′8″O / 41.72417, -84.41889. Según la Oficina del Censo de los Estados Unidos, Waldron tiene una superficie total de 2.59 km², de la cual 2.59 km² corresponden a tierra firme y (0%) 0 km² es agua.

## Demografía
Según el censo de 2010, había 538 personas residiendo en Waldron. La densidad de población era de 207,72 hab./km². De los 538 habitantes, Waldron estaba compuesto por el 97.58% blancos, el 0.56% eran afroamericanos, el 0.93% eran amerindios, el 0% eran asiáticos, el 0% eran isleños del Pacífico, el 0% eran de otras razas y el 0.93% pertenecían a dos o más razas. Del total de la población el 0.74% eran hispanos o latinos de cualquier raza.